# Napp och Nytt
Napp och Nytt är sedan 1948 den årliga produktkatalogen för ABU-Garcia AB. 
Den nya katalogen var och är ett säkert vårtecken för svenska sportfiskare. Katalogen innehåller förutom produktinformation tips, rekordtabeller och annan nyttig information. Under senare år har även de andra tillverkarna inom Pure Fishing, som till exempel Berkley, Fenwick och Mitchell, haft sina produkter med i katalogen.
Katalogen skulle läggas ned i och med 2005 års utgåva, men efter påtryckningar från sportfiskare utkom katalogen även 2006 och kommer att fortsätta att utges tills vidare.
Senaste års kataloger finns som PDF på deras webbplats.